# 特定記録
特定記録（とくていきろく）は、日本の郵便局における郵便物等の特殊取扱（オプションサービス）の一種である。郵便追跡サービスが付帯し、宛先の郵便受けへ配達されるサービスである。2009年（平成21年）3月1日から取り扱いが開始された。

## 概要
郵便物およびゆうメールに、特定記録を付けることができる。2021年（令和3年）10月1日時点の内国郵便約款においては、第134条等に規定されている。併用できる特殊取扱には、速達、配達日指定がある。
特殊取扱料金は郵便物で210円、ゆうメールで160円（2024年10月1日現在）。なお、普通郵便と同じく速達や配達日指定のオプションを付加しない限り土日祝日の配達は行わない。速達を付加する場合、類似サービスにレターパックライトがある。
発送の際は郵便物を窓口に持参し、特定記録で発送することを申し出、速達などのオプションサービスを加える場合は合わせて申し出る。
社員が郵便物を窓口端末機のスキャナーで読み取る場合は、引受の受領証が感熱紙のレシートで発行される。また、「書留・特定記録郵便物等差出票」を自宅にて印刷および記入した紙、あるいは窓口に用意してある「書留・特定記録郵便物等差出票」に差出人の住所氏名等を記入して提出するよう求められることもあり、郵便局にて記入した場合は複写式の用紙の1枚が受領証となる。
封筒に直接所定料金分の郵便切手を貼付するか、郵便料金を現金や利用可能なキャッシュレス決済で支払う。
なおバーコードを貼付するため、郵便ポストに差し出すことは当然不可能である。集荷は企業であっても現在は原則的に行っていない。

## 特徴
郵便物の引受に関しては書面で記録されるという点は書留と同様である。しかし配達に関しては受取人の郵便受箱へ投函するため、配達員にとっては対面配達でないばかりでなく配達した証拠となる受領証もないのが、書留とは異なるものである。
郵便追跡サービスを利用できる。2011年3月までは配達出発前に配達支店内で「配達完了」の端末入力が行われていたため、「郵便追跡サービスに表示される配達完了時刻」と「実際の配達時刻」は時間差があった。したがって、利用者は「配達日」を知ることはできるが正確な「配達時刻」を知ることはできなかった。しかし、2011年4月以降は順次配達先での配達完了入力に変更し、時間差は解消しつつある。
特定記録郵便は市販の封筒を用いるが、速達を付加するとレターパックライトと送達速度や追跡番号で配達の確認ができるところが類似する。
2021年9月以前は特定記録郵便には（速達を付加しない限り）速達性はなかったが、2021年10月以降の日本郵便の送達サービス変更により、普通扱い（書留や速達などのオプションサービスを付加しないもの）の郵便物・ゆうメールの配達日数が1日程度繰り下げられたため、普通扱いの郵便物よりわずかに優位性を持つこととなった。ただし、書留や速達、レターパックとは異なり曜日に関わらず配達されるものではない。